# Aseptis fumeola
Aseptis fumeola är en fjärilsart som beskrevs av George Francis Hampson 1908. Aseptis fumeola ingår i släktet Aseptis och familjen nattflyn. Inga underarter finns listade i Catalogue of Life.